# František Kočvara
František Kočvara (též Frantisek Kotzwara) (1750 Praha – 2. září 1791 Londýn) byl český violista, kontrabasista a skladatel. Jeho smrt je považována za první zaznamenané úmrtí způsobené erotickou asfyxií.

## Životopis

### Kariéra
Kočvara se narodil v Praze. Datum narození se uvádí v rozmezí let 1730 až 1750. Převážnou část svého života však strávil na cestách po Evropě a účinkováním s různými orchestry. Od roku 1775 působil v Londýně, kde též publikoval své skladby. Mezi jeho kompozice patří smyčcové kvartety, serenády, smyčcová tria atd. V Londýně účinkoval na koncertech staré hudby a působil též v orchestru Královského divadla (Her Majesty's Theatre).
Jedinou kompozicí, kterou si získal větší proslulost, je skladba The Battle of Prague („Bitva u Prahy“), zkomponovaná na základě historické události (zmiňovaná bitva u Prahy se odehrála v roce 1757, pruská armáda pod velením Fridricha II. v ní porazila vojsko habsburské monarchie). Bitva u Prahy byla populární skladbou v anglosaském světě zejména na konci 18. a v 19. století; např. americký spisovatel Mark Twain ji jako běžně známou zmínil ve svých dílech Tulák v cizině a Dobrodružství Huckleberryho Finna. Kočvarovi bývá též často připisována skladba The Siege of Quebec („Obléhání Quebecu“), která je však pravděpodobně zaranžovaná za použití některých Kočvarových motivů.

### Smrt
2. září 1791 Kočvara v Londýně navštívil prostitutku Susannu Hillovou. Po večeři v jejím podnájmu na ulici Vine Street ve Westminsteru jí Kočvara zaplatil dva šilinky a požádal ji, aby mu uřízla varlata. Hillová to odmítla udělat. Poté Kočvara připevnil na kliku dveří provaz, druhý konec si uvázal kolem krku, a následně prováděl s Hillovou sexuální styk. Na konci celé procedury Kočvara zemřel.
Susannah Hillová byla následně obviněna z jeho smrti, avšak posléze byla osvobozena. Soud se konal 16. září a porota uvěřila jejímu svědectví o příčině Kočvarovy smrti. Soudní záznamy byly následně zničeny, zřejmě aby se zabránilo veřejnému skandálu. Je však pravděpodobné, že někdo opatřil kopii, která posloužila k vytvoření částečně anekdotického letáku popisujícího okolnosti Kočvarovy smrti. Kopie soudních záznamů je údajně uchovávána v lékařské knihovně Francise A. Countwaye v Bostonu.

## Dílo
- 6 písní (Londýn, 1775)
- 3 serenády pro housle, violu, violoncello a 2 lesní rohy, Op. 1 (kolem 1775, Amsterdam)
- 4 sonáty pro violu a basso continuo, Op. 2 (vydal Bonvin, Paříž, 1787)
- 6 triových Sonát (kolem 1777?, Londýn)

1. Sonáta I Es dur pro 2 housle a basso continuo
2. Sonáta II G moll pro flétnu a housle (nebo 2 housle) a basso continuo
3. Sonáta III D dur pro flétnu a housle (nebo 2 housle) a basso continuo
4. Sonáta IV C dur pro flétnu a housle (nebo 2 housle) a basso continuo
5. Sonáta V F dur pro 2 housle a basso continuo
6. Sonáta VI C dur pro 2 violy a basso continuo

- 6 triových Sonát pro 2 housle a basso continuo (2 lesní rohy ad lib.), Op. 5 (1778)
- Bitva u Prahy, Sonáta F dur pro pianoforte s doprovodem houslí, violoncella a bubnu, Op. 23 (vydal J. Lee, kolem 1788)
- 3 sonáty pro cembalo nebo pianoforte s doprovodem houslí, Op. 34 (kolem 1791)